# 光明寺 (長岡京市)

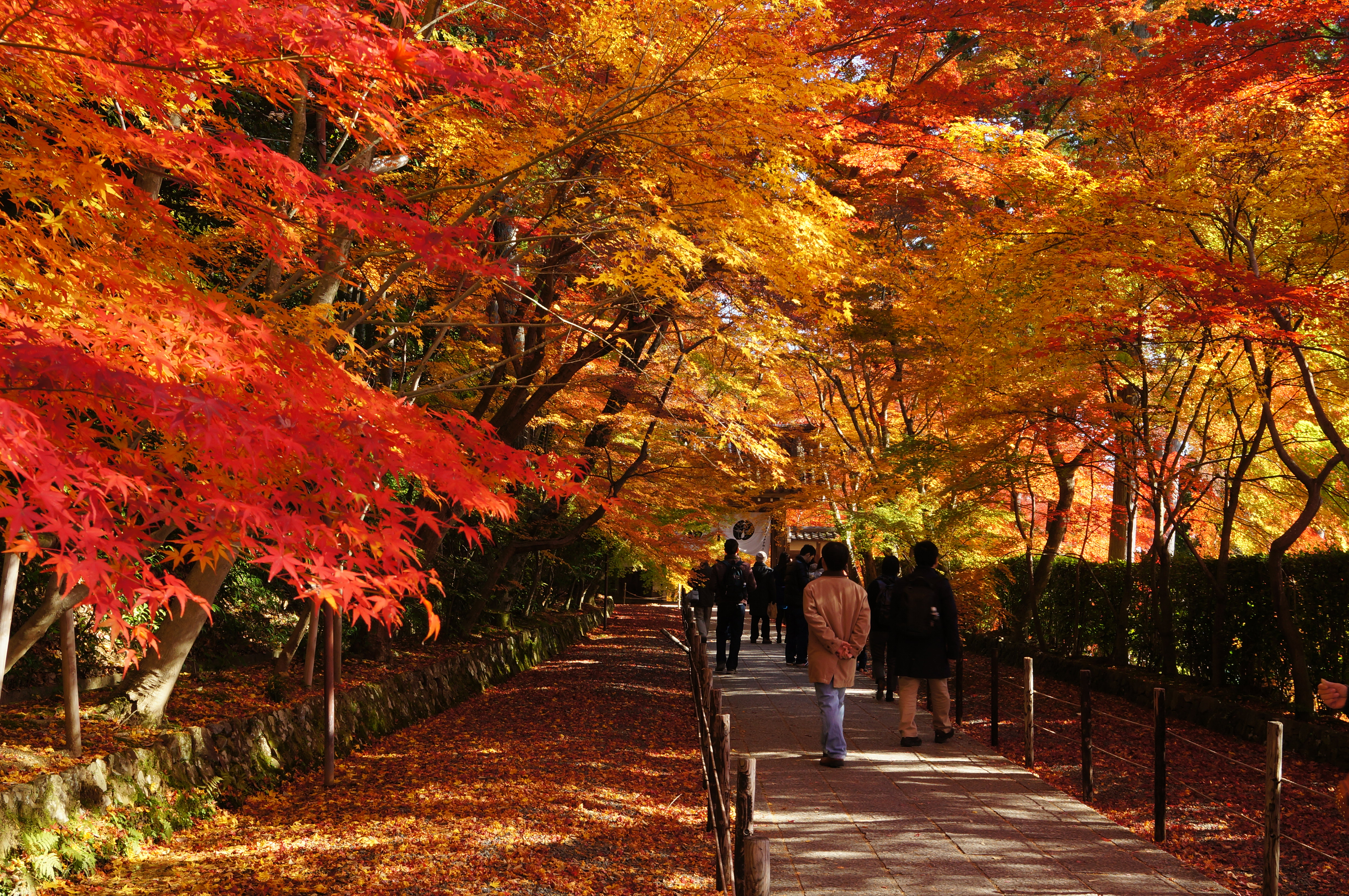
もみじ参道

光明寺（こうみょうじ）は、京都府長岡京市粟生西条ノ内にある西山浄土宗の総本山の寺院。山号は報国山。本尊は法然上人像（張子の御影）。法然が初めて「念仏」の教えを説いた地である。また、紅葉の名所としても広く知られる。粟生光明寺とも呼ばれている。

## 歴史
奈良へ学匠となるべき師を求めて比叡山延暦寺を下ってきた24歳の法然が、粟生野の里の村役だった高橋茂右衛門宅に一夜の宿を借りた際、茂右衛門夫妻は法然の真剣な求法の気持ちと、広く大衆が救われる道を求めての旅であることを聞いて「まことの教えを見いだされましたならば、先ず最初に私共にその尊いみ教えをお説き下さいませ」と法然にお願いした。
そして承安5年（1175年）3月、ついに浄土宗を開いた法然は20年前の約束を守ろうと、この地で初めて念仏の法門を説いた。こうして法然が初めて「お念仏」の教えを説いた地であることからこの地は「浄土門根元地」といわれている。
その後、法然を慕い帰依した弟子の蓮生（熊谷直実）が、建久9年（1198年）に法然ゆかりの当地に念仏三昧堂を建立し、法然から「念仏三昧院」の寺号を頂戴したのが光明寺の直接の始まりである。建永2年（1207年）9月4日に熊谷で予告往生を遂げた蓮生の遺骨は、遺言により当寺に安置されたという。
嘉禄3年（1227年）に起こった嘉禄の法難の際にはここで法然の遺骸を荼毘に付し、廟堂が建てられた。その際に法然の石棺からまばゆい光明が発せられたという。四条天皇はそのことを聞いて、光明寺の勅額をあたえ、寺名を改めた。
法然の弟子である西山上人証空が西山義の教えを広めていき、浄土宗西山派が成立していくが、その弟子の浄音が証空の教えの上に更に自らの考えをも交えて西谷（せいこく）流を唱えると、光明寺の他に禅林寺（永観堂）も主な拠点として西山義、西谷流の教えを広めた。
応仁の乱の際に兵火にあっている。
永禄6年（1563年）3月10日に、正親町天皇から「法然上人の遺廟、光明寺は浄土門根元の地と謂いつべし」という綸旨を頂いている。
元亀年間（1570年 - 1573年）と天正年間（1573年 - 1592年）の初めにも兵火にあっている。
こうして衰微していた光明寺であるが、慶安4年（1651年）に中興・倍山俊意が入山すると、倍山によって伽藍の再建が進められ光明寺絵縁起が作製されるなどし、檀林の復興まで行われるようになり境内は整えられていった。
しかし、享保19年（1734年）11月18日に客殿から失火すると御本廟、本廟拝殿、鐘楼、経蔵、薬医門を除いて一山が全焼してしまう。元文3年（1739年）から復興が行われる。
1876年（明治9年）には光明寺は浄土宗西山派の西本山となる。だが、1919年（大正8年）に浄土宗西山派はそれぞれの考えの違いから浄土宗西山光明寺派（戦後に西山浄土宗となる）、浄土宗西山禅林寺派、浄土宗西山深草派の三つに分裂してしまい、現在に至る。
敷地6.6ヘクタール、建造物は33棟でそのうち17棟が市指定文化財である。

## 境内
- 御影堂（長岡京市指定有形文化財） - 本堂。宝暦4年（1754年）再建。本尊は法然上人像（張子の御影）である。この法然上人像は、法然自作の張り子の御影であるといわれている。寺伝によると、承元元年（1207年）に起こった承元の法難により、法然は讃岐国に流されることとなった。2月、その旅の途中で弟子の湛空と面会し、形見が欲しいといわれた法然は、肌身離さず持っていた母からの手紙を使い、自ら張り子の肖像を作製し湛空に与えた。後に湛空は二尊院の住持となるとその像を祀っていたのだが、いつしか光明寺の所有になったものという。法然上人像が着ている法服は、大正天皇の后である貞明皇后から賜ったものである。
- 昭和天皇お手植えの松 - 昭和天皇が皇太子の時にお手植えされた松。
- 回廊
- 阿弥陀堂（長岡京市指定有形文化財） - 寛政11年（1799年）再建。御影堂とは渡り廊下で繋がっている。本尊の阿弥陀如来立像は源信（恵心僧都）の作とされ、創建当初から祀られているという説の他、蓮生（熊谷直実）が近江国堅田にある満月寺浮御堂から背負って持ってきたものとの説もある。また、光背の上部にある阿弥陀如来の化仏は法然が自ら作ったものであるという。
- 位牌堂
- 勢至堂（長岡京市指定有形文化財）
- 納骨堂（長岡京市指定有形文化財）
- 御本廟（長岡京市指定有形文化財） - 法然の廟所。法然の遺骨を7日間供養して分骨し、その一部を当地に葬り、廟堂が作られた。明暦2年（1656年）再建。光明寺で最古の建物である。堂内の彫刻は左甚五郎が作製したものであるという。
  - 本廟拝殿（長岡京市指定有形文化財） - 拝堂とも呼ばれる。承応2年（1653年）再建。
  - 本廟門（長岡京市指定有形文化財）
- 十三重石塔
- 円光大師御石棺 - 法然上人の石棺。光明を発したという伝説を持つ。
- 勧化所 - 安政2年（1855年）建立。
- 経蔵（長岡京市指定有形文化財） - 宝永4年（1707年）再建。
- 観音堂（長岡京市指定有形文化財） - 京都洛西観音霊場第7番札所。しかし札所本尊である千手観音像は京都国立博物館に寄託されているため、普段は無住である京都洛西観音霊場第8番札所の粟生山観音寺の千手観音を替わりに祀っている。この千手観音は正月などの行事の際には粟生山観音寺に戻されている。
- 五重石塔
- 法然上人袈裟掛の松 - 本来の袈裟掛けの松は当寺の裏山に生えており、これは1982年（昭和57年）に株分けされたものである。
- 法然上人立教開宗の像 - 1982年（昭和57年）造。
- 鐘楼（長岡京市指定有形文化財） - 明暦3年（1657年）頃再建。梵鐘は1949年（昭和24年）に造られたもので「遣迎鐘」と呼ばれる。
- 蓮生閣
- 釈迦堂（長岡京市指定有形文化財） - 方丈。元文元年（1736年）再建。本尊の釈迦如来立像は左手に鉄鉢、右手に錫杖を持つ珍しい作りである。頬にやけどの跡があるところから「頬やけの釈迦如来」と呼ばれる。
- 庭園「信楽庭（しんぎょうてい）」 - 枯山水庭園。1961年（昭和36年）に作庭された。
- 勅使門（長岡京市指定有形文化財） - 唐門。万延元年（1860年）再建。
- 円光大師火葬跡 - 法然上人を火葬した場所。安貞2年（1228年）1月25日、嘉禄の法難の際、法然の17回忌に当たるこの年にここで遺骸を荼毘に付した。
- 書院玄関（長岡京市指定有形文化財）
- 大書院（長岡京市指定有形文化財）
- 小書院
- 茶室「広谷軒」
- 庫裏
- 鎮守社 - 祭神：八幡神、熊野権現。2019年（令和元年）再建。
- 高橋茂右衛門屋敷跡の碑
- 宝物庫
- 薬医門（長岡京市指定有形文化財） - 延宝4年（1676年）建立。もみじ参道にある。
- 講堂（長岡京市指定有形文化財） - 天保4年（1833年）再建。
- 食堂（長岡京市指定有形文化財）
- 衆寮門（長岡京市指定有形文化財）
- 京都西山短期大学
- 山門跡 - 礎石が残る。
- 総門（長岡京市指定有形文化財） - 弘化2年（1845年）再建。
- 閻魔堂
- 閻地院 - 塔頭。
- 安楽院 - 塔頭。
- 光明寺古墳
- 烏ヶ丘古墳

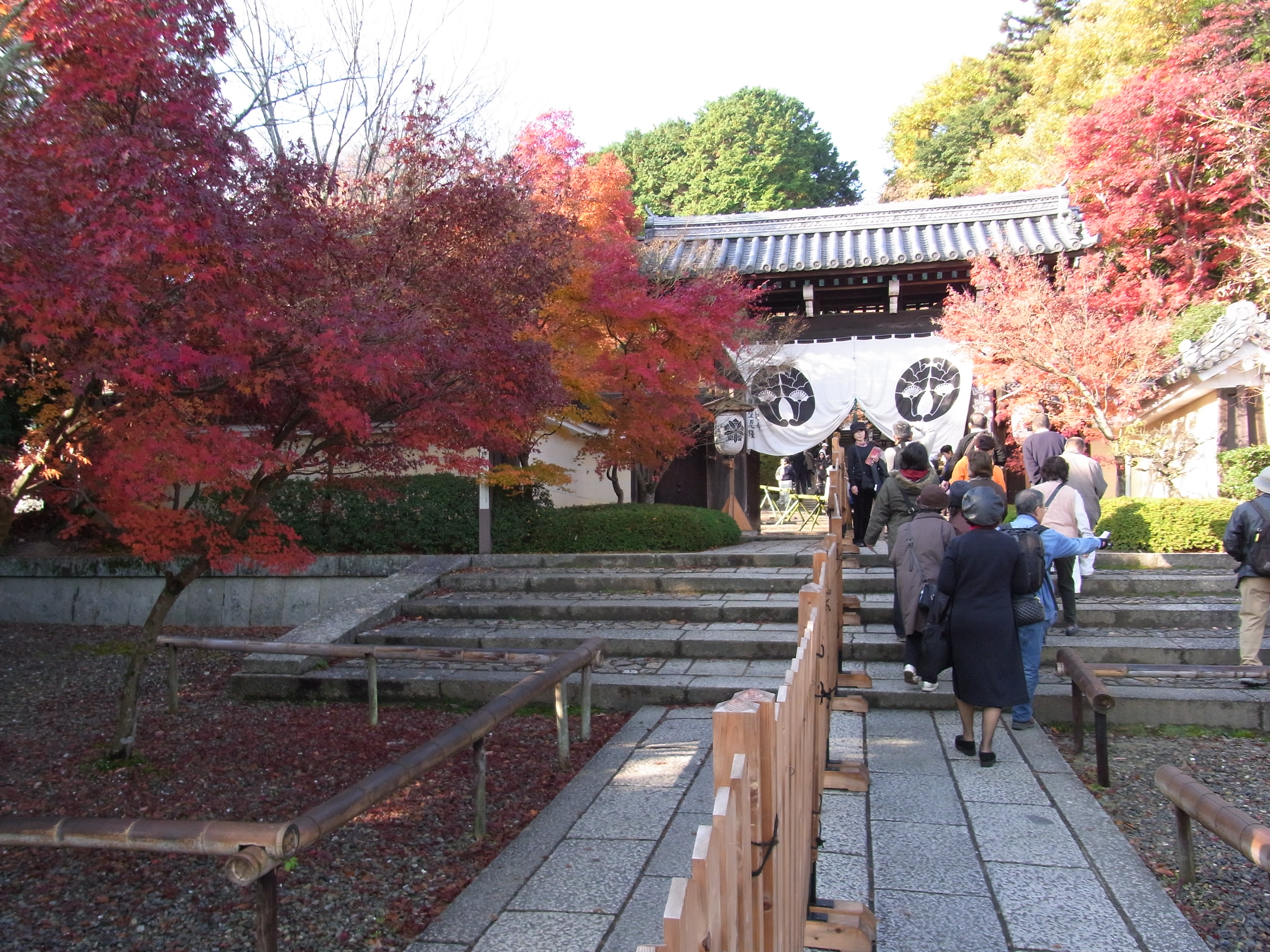
総門
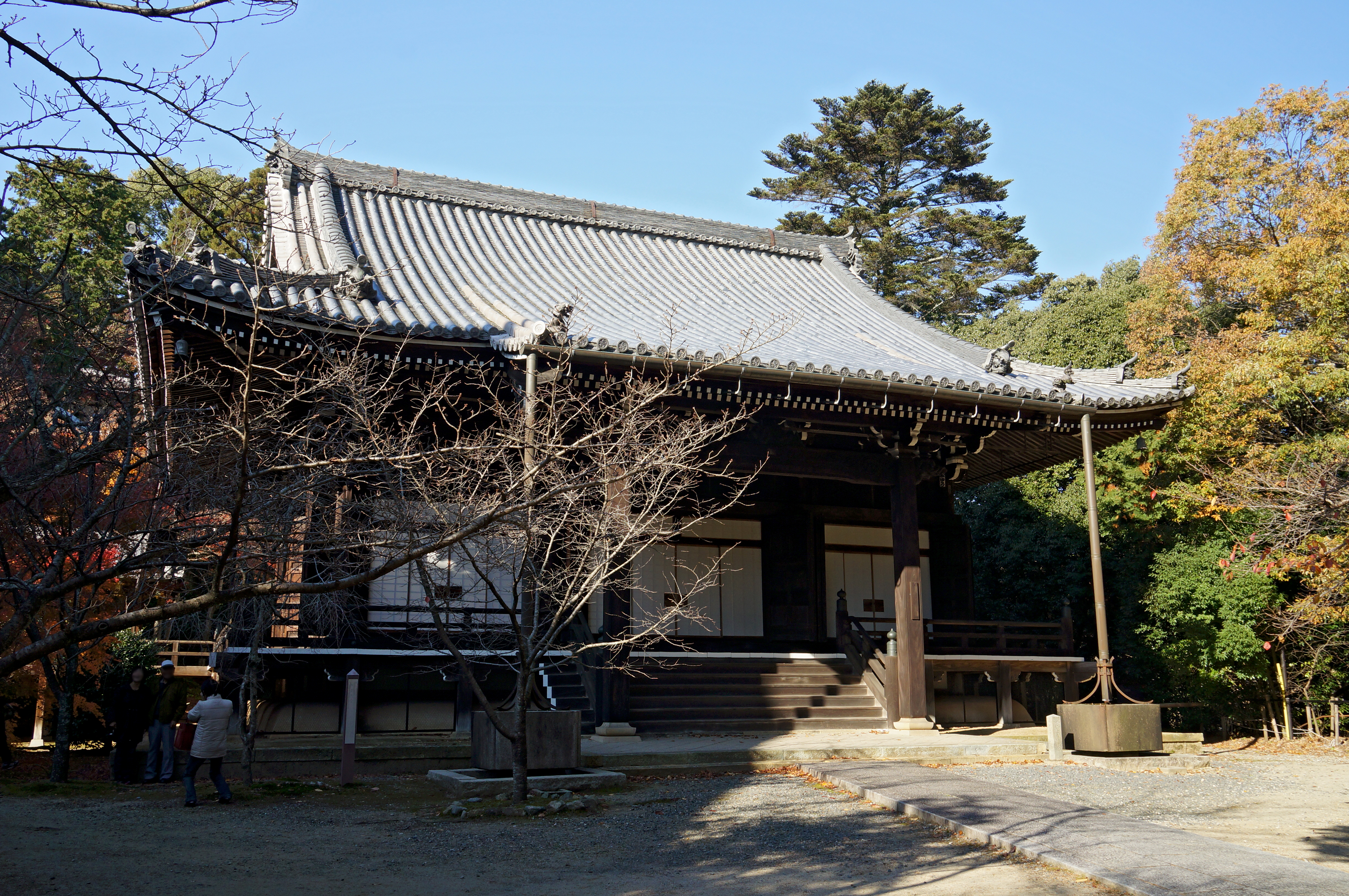
阿弥陀堂
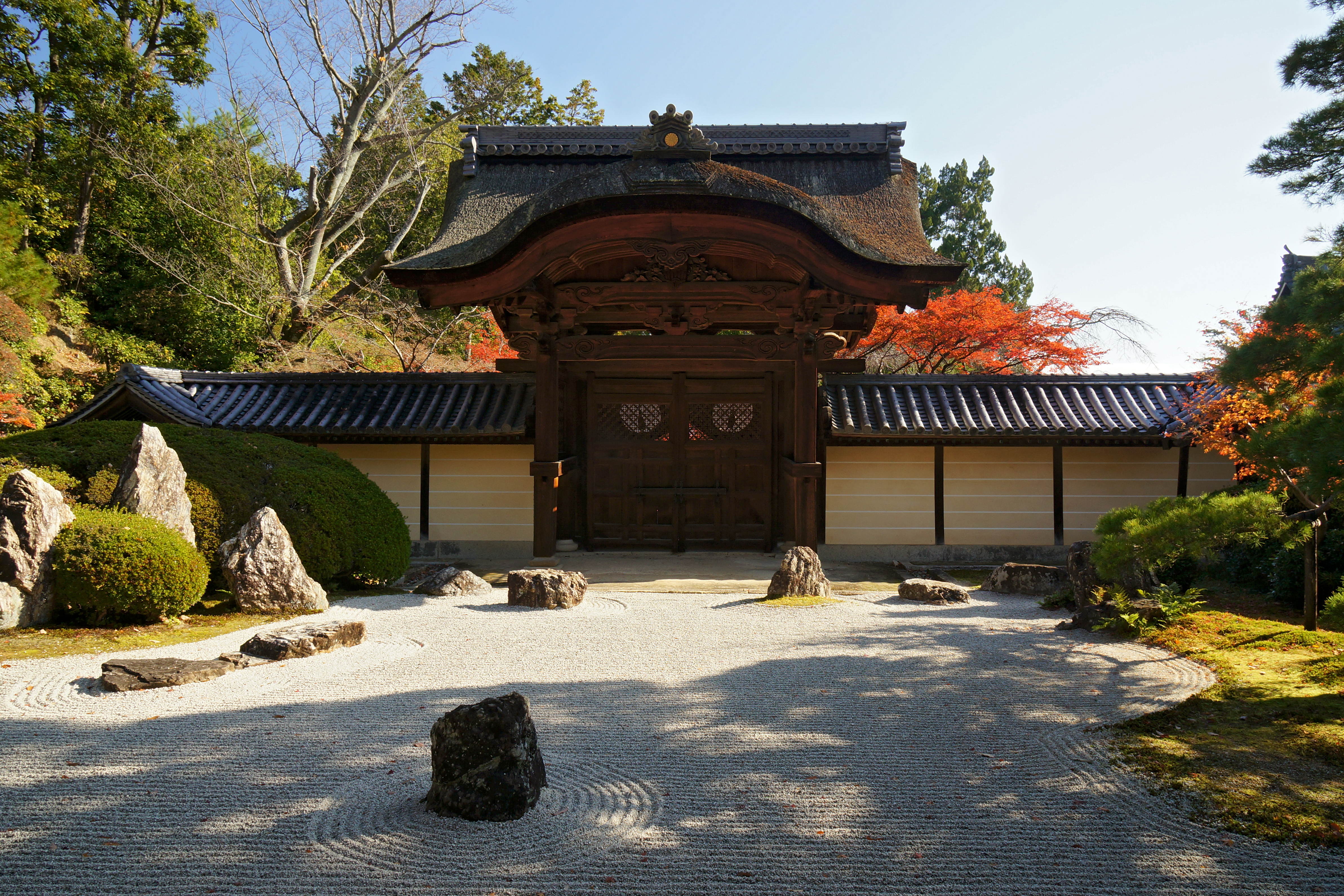
勅使門と信楽庭
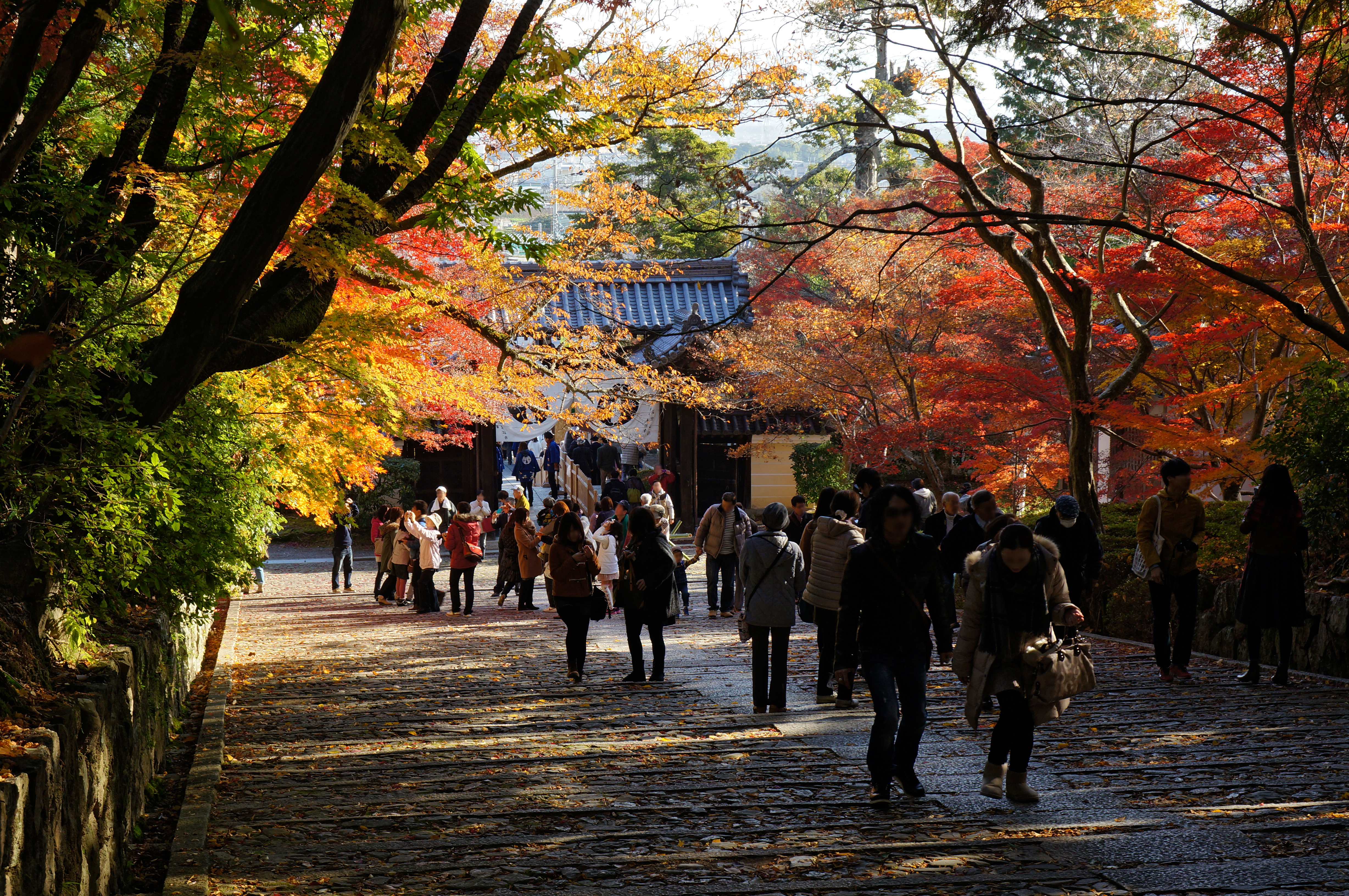
表参道 - 女人坂
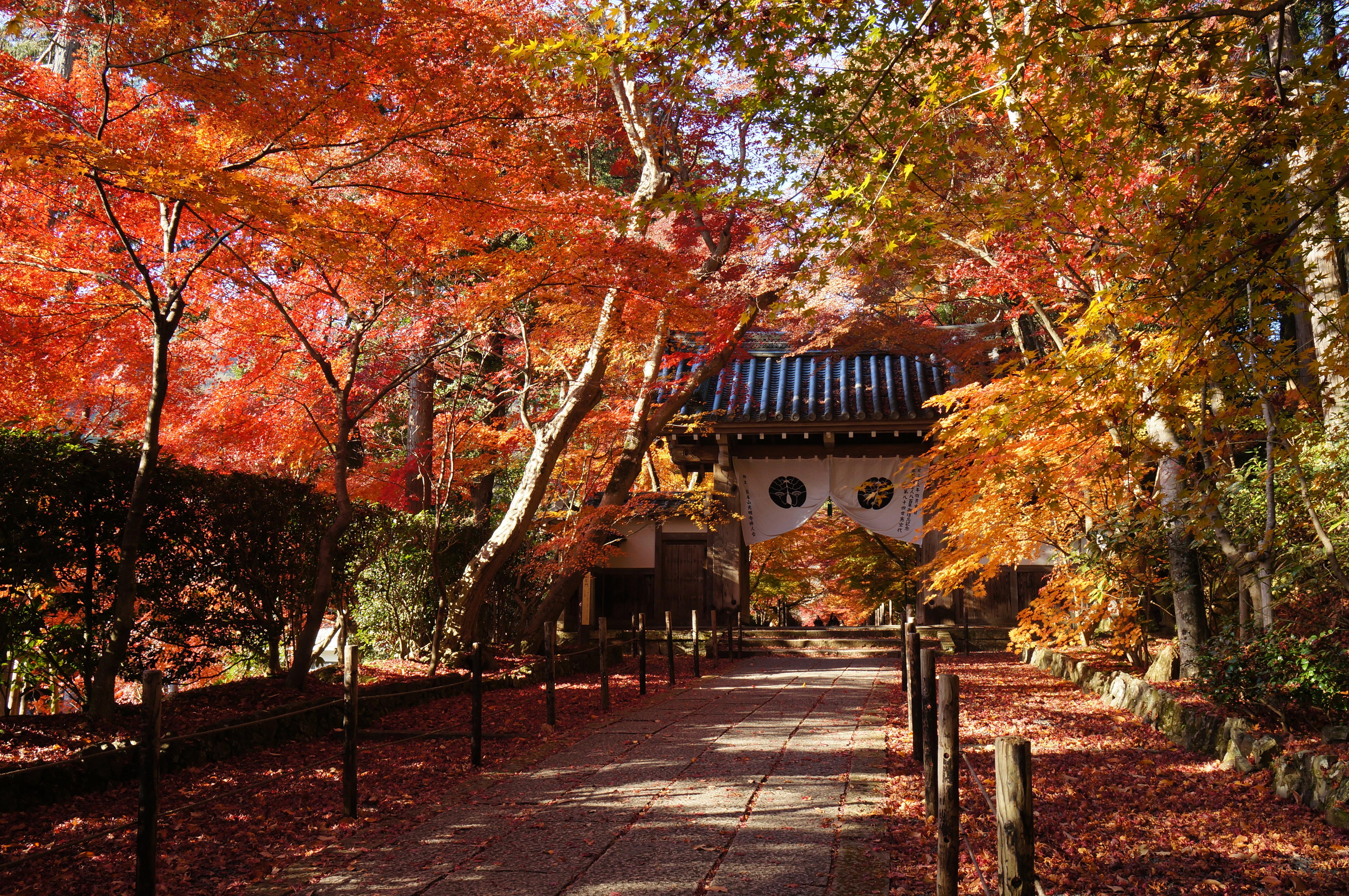
薬医門
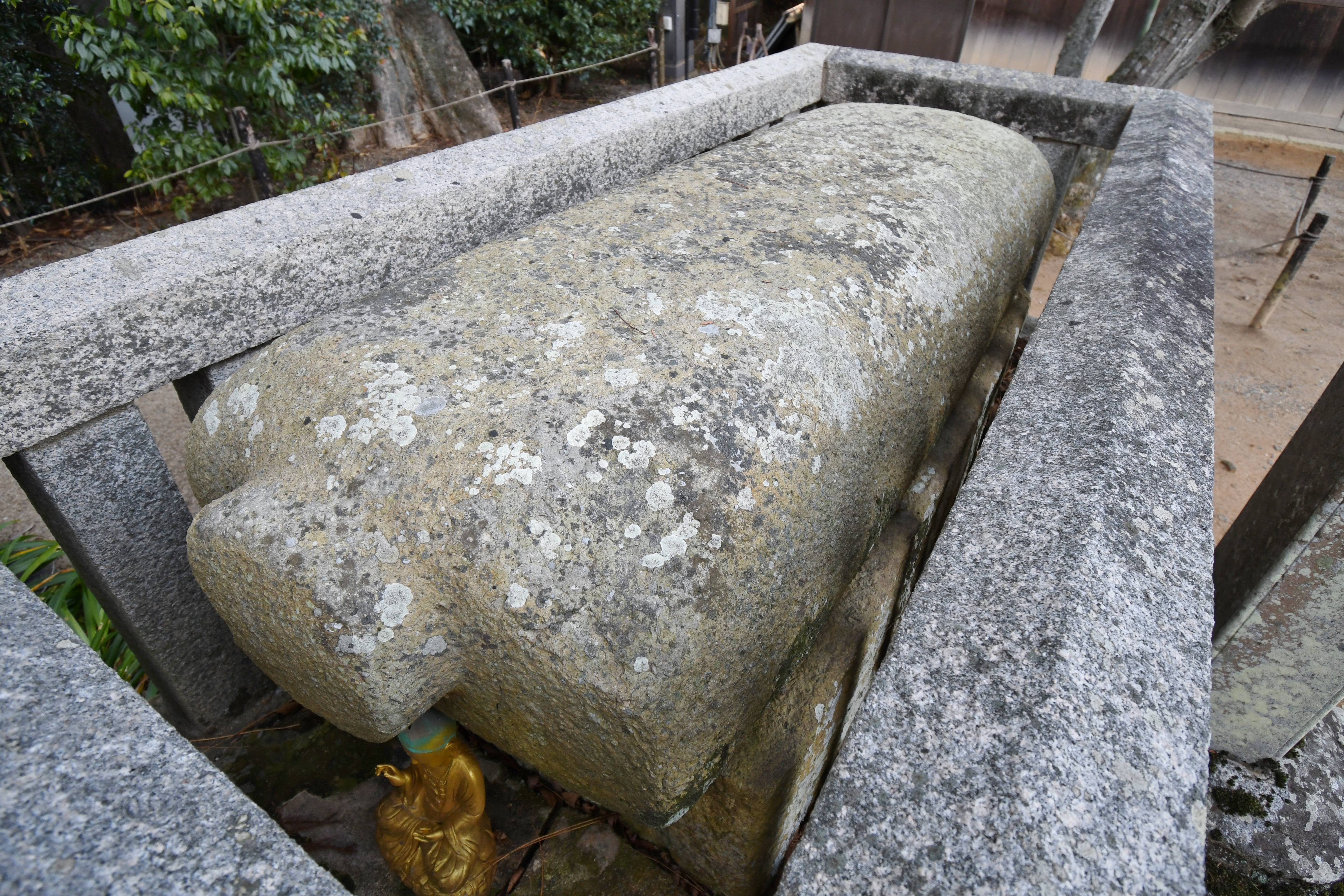
伝法然上人石棺

## 文化財

### 重要文化財
- 絹本著色二河白道図 1幅
- 絹本著色四十九化仏阿弥陀来迎図 1幅 - 奈良国立博物館寄託。
- 木造千手観音立像 - 平安時代後期。京都国立博物館寄託[1]。

### 京都府暫定登録有形文化財
- 木造釈迦如来立像
- 絹本著色阿弥陀聖衆来迎図 1幅
- 絹本著色阿弥陀聖衆来迎図 1幅
- 絹本著色地蔵菩薩像 1幅
- 絹本著色地蔵菩薩像 1幅
- 絹本著色十六羅漢像 その一からその十六 16幅
- 絹本著色羅漢像 その一・その二 2幅
- 絹本著色楊柳観音像 1幅
- 絹本著色仏涅槃図 1幅
- 絹本著色十一尊図 1幅 - 京都国立博物館寄託。
- 光明寺障壁画（旧宝永度内裏常御殿障壁画）附：紙本著色大和絵人物図屏風 55面 - 旧大書院・釈迦堂障壁画。
  - 紙本著色厳島図 19面
  - 紙本著色龍田図 8面
  - 紙本墨画四季真山水図 12面
  - 紙本著色春日野行幸図 4面
  - 紙本著色大和絵風景図 12面 附：金襖御寄附書1枚、包紙1枚

### 長岡京市指定有形文化財
- 光明寺 17棟
  - 本堂（御影堂）附：棟札3枚、渡廊下（本堂・阿弥陀堂間）
  - 阿弥陀堂　附：棟札3枚
  - 釈迦堂　　　　　　　
  - 勅使門　　　　　　　
  - 経蔵　　　　　　　
  - 観音堂　　　　　　　
  - 鐘楼　附：銘札1枚
  - 總門　　　　　　
  - 薬医門　　　　　　
  - 御廟　　　　　　　
  - 御廟拝殿　附：御廟門、石柵
  - 勢至堂　　　　　　
  - 納骨堂　　　　　　　
  - 大書院　附：玄関、棟札1枚
  - 講堂　　　　　　　
  - 食堂　　　　　　
  - 衆寮門
- 紙本著色光明寺縁起絵巻 3巻 附：黒漆塗箱1合、筆者目録1枚、筆者包紙1枚 - 京都国立博物館寄託。

### 長岡京市指定天然記念物
- ビャクシン - 樹齢400年から500年。

## 前後の札所
法然上人二十五霊跡
15 源空寺　-　16 光明寺　-　17 二尊院
京都洛西観音霊場
6 乙訓寺　-　7 光明寺　-　8 粟生山観音寺
西山国師遺跡霊場
12 三鈷寺　-　13 光明寺　-　14 當麻寺奥院

## 附属施設
- 京都西山短期大学

## 所在地
京都府長岡京市粟生西条ノ内26-1

## 交通アクセス
- 阪急電鉄京都本線長岡天神駅から阪急バス20・22系統で約10分。

## 拝観
紅葉期以外は入山無料。紅葉期のみ高校生以上1000円。団体800円。中学生以下無料。

## 周辺
- 京都西山短期大学（隣接）
- 西山公園体育館
- 長法寺
- 乙訓寺
- 長岡天満宮